# 特設護衛船團司令部
特設護衛船團司令部（日语：／ Tokusetsu Goē Sendan Shirēbu ?），为旧日本海军在太平洋战争期间实行的一种護航运输体制。特设护卫船团司令部的职责是为大规模的船队提供护卫，在制度实行初期仅有对应的司令，并未有专门的参谋团队和作战兵力，仅于船队出发前临时抽调人力物力组建参谋部和护航部队，其后日军逐渐发展出专门的护航部队编制。

## 概述
1944年（昭和19年），日本面对太平洋战场上急剧恶化的形势，为了强化絕對國防圈的防务能力，而组建了一系列松号运输，向马里亚纳群岛等地实行大规模的护航运输行动。而同一时间，盟军采用了狼群戰術对日本进行了一连串的海上交通破袭作战，取得了如比40船队几乎全灭等重大战果，使日本蒙受了沉重损失。日军故此开始考虑增大护航船队规模、对运输船只进行集中护航的做法。但是，日本海军此时负责海上交通航线护卫的海上護衛總司令部（以下简称海护总队）并不具有大规模护航运输队所需要的高级军官及司令部组织；取而代之的是召集海军预备役大佐而来的航运指挥官，率领各种护航运输队。这些预备役中级军官通常年事较高，知识陈旧，缺乏近现代作战技能以及指挥大规模船队的能力。
针对以上问题，1944年4月1日，日本海军发布“特设舰船部队令”，新设立以海军少将为指挥官的特設護衛船團司令部。至4月中旬，共实际编成8个护卫船团司令部。这种所谓的“司令部”并没有设置固定的参谋部，所需要的人员均为船队组成前从海护总队、或者海军省、軍令部等地护航相关的佐级军官中抽调，临时任命为参谋。司令部下也并未拥有自己的舰艇及飞机，同样是临时抽调而来。新的护卫船团司令部与原有的航运指挥官制度并存，比72船队就有双方共同登舰的例子。日军首先在松号运输船队内设立护卫船团司令部，其后扩大到往西新几内亚运输的竹号运输，以及负责石油运输的比号船队等场合。
采用了新护航体制的竹一船队在4月17日从上海出发，4月下旬至5月初在运输途中遭到盟军潜艇伏击，伤亡惨重。诸如此类的遇袭事件，使得护卫船团司令部没有自身部队的缺点暴露无疑，迫使日军决定成立成建制的船队护卫部队。这种专门用于护航的部队（所谓“护卫战队”）为了和其他作战部队相区别，番号从101开始。战队司令部以海军少将为指挥官，主力为6艘海防舰，大多拥有一艘轻巡洋舰或驱逐舰作为旗舰（第104战队除外）。1944年11月起至1945年（昭和20年）1月为止，日军先后编成第101、102、103战队，1945年4、5月间又组建了用于日本海作战的第104、105战队。原第一海上护卫队（以下简称一海护）随着新组建的护卫战队以及第901海軍航空隊的加入，而升格为第一护卫舰队。

## 部队一览

### 特设船团护卫司令部一览
第一护卫船团司令部
1944年4月8日编成，划入横须贺镇守府海上护卫部队。正式编成前就已经在指挥东松3号船队了。5月2日编入一海护，并参加比号船队的护卫，仅时隔三周旗舰即被击沉，司令战死。10月11日，从一海护除名，编入海护总队附属部队。
1. 伊集院松治 海军少将（1944年4月8日-同年5月24日战死[10]） - 最终时指挥比63船队，座舰为壹岐（日语：壱岐 (海防艦)）

第二护卫船团司令部
1944年4月8日编成，划入横须贺镇守府海上护卫部队，指挥东松4号船队。接着指挥了第3503船队。3503船队到达塞班岛后和东松7号船队合流，组成第4517号船队返回日本，途中朝凪被击沉，司令等由第24号海防艦救起。更换司令后，同年7月23至24日，因小笠原群岛方面需要紧急运输而再度编入横须贺镇守府部队，8月船团护航期间受到攻击，旗舰沉没，司令部全灭。
1. 清田孝彦 海军少将（1944年4月8日[13]-同年7月8日[14]）
2. 高橋一松 海军少将（1944年7月8日-同年8月4日战死[15]） - 最终时指挥第4804号船队，座舰为松（日语：松 (松型駆逐艦)）

第三护卫船团司令部
1944年4月8日编成，划入横须贺镇守府海上护卫部队，先后成功指挥东松5号、8号船队，其中前者途中损失两艘运输船。之后更换司令，在马里亚纳群岛进行护航，第3606船队护航期间旗舰被击沉，新上任的司令战死。
1. 鹤冈信道 海军少将（1944年4月8日[16]-同年6月1日[17]）
2. 門前鼎 海军少将（1944年6月1日-同月9日战死[18]） - 最终时指挥第3606船队，座舰为松风（日语：松風 (2代神風型駆逐艦)）

第四护卫船团司令部
1944年4月8日编成，编入一海护。10月11日，从一海护除名，编入海护总队附属部队。
1. 中邑元司 海军少将（1944年4月8日[13]-同年5月20日[20]）

第五护卫船团司令部
1944年4月8日编成，成功完成东松7号船队的护航任务。此后从横须贺镇守府除名，一度成为海护总队附属部队，6月29日编入一海护，从事门司到新加坡之间的护航任务。1945年1月20日从战时编制内除名，同日改编为第103战队。
1. 佐藤波藏 海军少将（1944年4月8日[13]-同月15日[24]）
2. 吉富説三 海军少将（1944年4月15日[24]-同年12月25日[25]）
3. 久宗米次郎 海军少将（1944年12月25日[25]-1945年1月20日[23]）

第六护卫船团司令部
1944年4月8日编成，旋即负责竹一船队。7月15日编入一海护，负责比71船队等重要船队的护航，但是船团受到了严重的损失。9月12日旗舰被击沉。10月11日，从一海护除名，编入海护总队附属部队。
1. 梶冈定道（日语：梶岡定道） 海军少将（1944年4月8日-1944年9月12日战死[26]） - 最终时指挥比72船队（日语：ヒ72船団），座舰为平户（日语：平戸 (海防艦)）

第七护卫船团司令部
1944年4月8日编成，划入横须贺镇守府海上护卫部队，成功护卫东松6号船队。其后一度作为海护总队附属，5月21日编入一海护，从事门司到新加坡之间的护航任务。10月至11月间在西南方面艦隊指挥下参加多号作战。1945年2月25日从第一护卫舰队的战时编制内除名，原司令改任四海护司令。
1. 松山光治 海军少将（1944年4月8日[30]-同年12月23日[31]）
2. 驹泽克己 海军少将（1944年12月23日[32]-1945年2月25日[29]）

第八护卫船团司令部
1944年4月15日编成，一开始隶属一海护，后编入第一护卫舰队編成，负责门司到新加坡之间的护航任务。1945年3月25日从战时编制内除名。
1. 佐藤勉（日语：佐藤勉 (軍人)） 海军少将（1944年4月15日[34]-1945年1月9日[35]）

### 护卫战队一览
第101战队
1944年11月15日组建。1945年1月12日比86船队护卫途中遭到美军执行突袭南海的航母特混舰队的空袭而重创。同年3月25日从战时编制内除名，残存舰艇编入第一护卫舰队。
- 新编时的编制：轻巡香椎，海防艦对马（日语：対馬 (海防艦)）、大东（日语：大東 (海防艦)）、鹈来（日语：鵜来 (海防艦)）、第23号、第27号、第51号
- 司令官：涩谷紫郎（日语：渋谷紫郎） 海军少将（1944年11月15日[36]-1945年1月12日战死）

第102战队
1945年1月1日组建，隶属于第一护卫舰队旗下，从事反潜工作。其中第35号海防艦在空袭中沉没；御藏和第33号海防艦在1945年3月28日击沉美军鳞鲀号后，在当天因空袭和潜艇袭击而沉没。
- 新编时的编制：轻巡鹿岛，海防艦屋代（日语：御蔵型海防艦）、御藏（日语：御蔵 (海防艦)）、第2号（日语：第二号海防艦）、第33号、第34号、第35号
- 司令官：滨田净 海军少将（1945年1月1日[37]-）

第103战队
1945年1月20日组建，隶属于第一护卫舰队旗下，执行南号作战，执行船队护航工作。先后损失久米、昭南、第18号海防艦。南方航线断绝以后，在朝鲜海峡进行反潜工作，期间损失第25号海防艦。
- 新编时的编制：驱逐舰春月（日语：春月 (駆逐艦)），海防艦昭南（日语：昭南 (海防艦)）、久米（日语：久米 (海防艦)）、第18号（日语：第十八号海防艦）、第60号、第67号
- 司令官：久宗米次郎 海军少将（1945年1月20日[23]-）

第104战队
1945年4月10日组建，配属于大凑警备府部队，在日本海北部及鄂霍次克海行动，守卫津轻海峡和宗谷海峡。为了在寒冷地带行动，全由占守级和择捉级海防舰组成。其中笠户在美军潜艇的巴尔尼行动中受到重创。
- 新编时的编制：海防艦占守（日语：占守 (海防艦)）、国後（日语：国後 (海防艦)）、八丈（日语：八丈 (海防艦)）、择捉（日语：択捉 (海防艦)）、福江（日语：福江 (海防艦)）、笠户（日语：択捉型海防艦）
- 司令官：渡边清七 海军少将（1945年4月10日[38]-）

第105战队
1945年5月5日组建，作为舞鶴鎮守府護衛部隊在日本海活动，为了对抗美军的巴尔尼行动而进行日号作战。在北海道空袭期间损失第65号、第112号海防艦。
- 新编时的编制：驱逐舰響，海防艦第12号（日语：第十二号海防艦）、第40号、第65号、第112号、第150号、第205号
- 司令官：松山光治 海军少将（1945年5月5日[39]-）